# خبز الفرن الطيني
خبز الفرن الطيني أو خبز الطّين ويُسمّى أيضاً بخبز الفرن (بالإنجليزية: Adobe bread)‏ هو نوع من أنواع الخبز الشائع عند البويبلونيون في جنوب غرب الولايات المتحدة. تحتوي عجينة الخبز على اللحم، الخضار، بذور أو مكسرات، وغالباً ما يُشكّل الخبز على أشكال الحيوانات المحلّيّة.

## المكوّنات
- 3 أكواب ماء دافئ.
- 3 ملاعق شاي ملح.
- ¼ كوب من السّكر، أو العسل.
- 3 ملاعق ملح.
- 7 إلى 9 أكواب دقيق.